# Chris Smith (football américain)
 (avril 2023).
La mise en forme du texte ne suit pas les recommandations de Wikipédia : il faut le « wikifier ».
Les points d'amélioration suivants sont les cas les plus fréquents. Le détail des points à revoir est peut-être précisé sur la page de discussion.
- Les titres sont pré-formatés par le logiciel. Ils ne sont ni en capitales, ni en gras.
- Le texte ne doit pas être écrit en capitales (les noms de famille non plus), ni en gras, ni en italique, ni en « petit »…
- Le gras n'est utilisé que pour surligner le titre de l'article dans l'introduction, une seule fois.
- L'italique est rarement utilisé : mots en langue étrangère, titres d'œuvres, noms de bateaux, etc.
- Les citations ne sont pas en italique mais en corps de texte normal. Elles sont entourées par des guillemets français : « et ».
- Les listes à puces sont à éviter, des paragraphes rédigés étant largement préférés. Les tableaux sont à réserver à la présentation de données structurées (résultats, etc.).
- Les appels de note de bas de page (petits chiffres en exposant, introduits par l'outil «  Source ») sont à placer entre la fin de phrase et le point final[comme ça].
- Les liens internes (vers d'autres articles de Wikipédia) sont à choisir avec parcimonie. Créez des liens vers des articles approfondissant le sujet. Les termes génériques sans rapport avec le sujet sont à éviter, ainsi que les répétitions de liens vers un même terme.
- Les liens externes sont à placer uniquement dans une section « Liens externes », à la fin de l'article. Ces liens sont à choisir avec parcimonie suivant les règles définies. Si un lien sert de source à l'article, son insertion dans le texte est à faire par les notes de bas de page.
- La présentation des références doit suivre les conventions bibliographiques. Il est recommandé d'utiliser les modèles {{Ouvrage}}, {{Chapitre}}, {{Article}}, {{Lien web}} et/ou {{Bibliographie}}. Le mode d'édition visuel peut mettre en forme automatiquement les références.
- Insérer une infobox (cadre d'informations à droite) n'est pas obligatoire pour parachever la mise en page.

Pour une aide détaillée, merci de consulter Aide:Wikification.
Si vous pensez que ces points ont été résolus, vous pouvez retirer ce bandeau et améliorer la mise en forme d'un autre article.
Pour les articles homonymes, voir Chris Smith et Smith.
(en) Statistiques sur pro-football-reference
Chris Smith (11 février 1992 - 17 avril 2023) est un joueur professionnel américain de football américain qui évolue au poste de Defensive end. Il joue au football américain à l'université pour les Razorbacks de l'Arkansas. Il est sélectionné par les Jaguars de Jacksonville au cinquième tour de la draft 2014 de la NFL. Il est également membre des Bengals de Cincinnati, des Browns de Cleveland, des Panthers de la Caroline, des Raiders de Las Vegas, des Ravens de Baltimore et des Texans de Houston de la NFL et des Sea Dragons de Seattle de la XFL.

## Jeunesse
Chris Smith fréquente le West Rowan High School à Mount Ulla, en Caroline du Nord. En tant que senior, il réussit 98 plaquages et 16,5 sacks[réf. nécessaire].

## Carrière universitaire
En tant qu'étudiant de première année en 2010, il dispute six matchs, enregistrant trois plaquages. En deuxième année en 2011, il dispute 13 matchs avec trois titularisations. Il réussit 31 plaquages et 3,5 sacks. En tant que junior en 2012, il commence les 12 matchs, enregistrant 52 plaquages et 9,5 sacks. En tant que senior en 2013, il réussit 37 plaquages et 8,5 sacks en 12 matchs.
En tant que senior en 2013, Chris Smith est sélectionné dans la deuxième équipe All-Southeastern Conference (SEC).

### Jaguars de Jacksonville
Chris Smith est sélectionné en 159e position, au cinquième tour, de la draft 2014 de la NFL par les Jaguars de Jacksonville. Le choix qui est utilisé pour sélectionner Smith provient d'un échange qui envoie Eugene Monroe aux Ravens de Baltimore.
Smith est libéré par les Jaguars le 13 septembre 2014. Deux jours plus tard, il est signé dans leur équipe d'entraînement. Il est promu sur la liste active le 20 octobre.

### Bengals de Cincinnati
Le 11 avril 2017, les Jaguars ont échangé Chris Smith aux Bengals de Cincinnati en échange d'un choix de repêchage conditionnel de 2018. Il dispute les 16 matchs en 2017, enregistrant un record en carrière de 26 plaquages et trois sacks.

### Browns de Cleveland

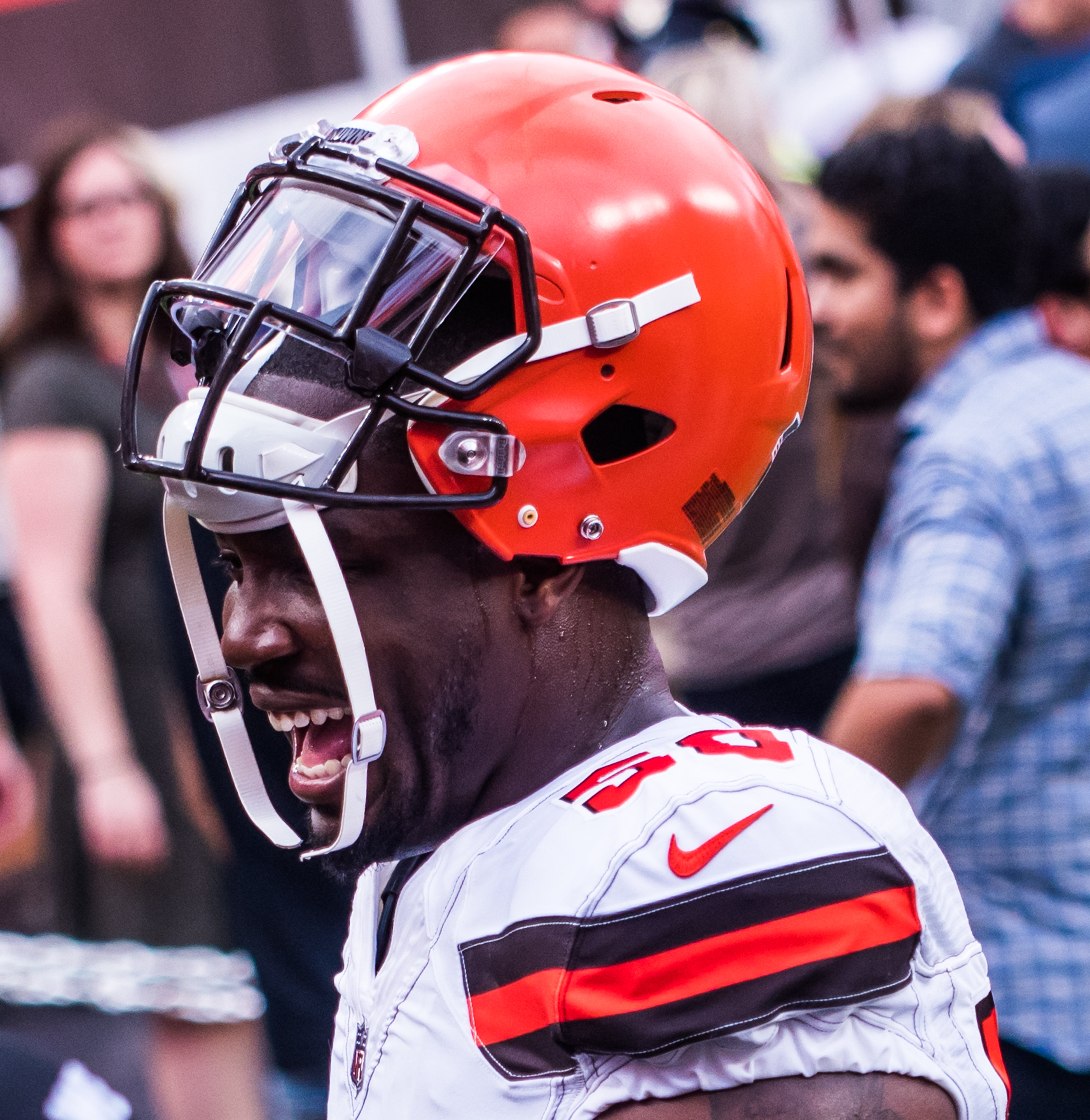
Smith en 2018

Le 14 mars 2018, Chris Smith signe un contrat de trois ans avec les Browns de Cleveland,. Il dispute 16 matchs avec deux titularisations, enregistrant 21 plaquages combinés, un sack, deux passes défendues et un fumble.
Le 3 décembre 2019, il est licencié par les Browns. Il dispute neuf matchs, enregistrant un tacle au cours de la saison.

### Panthers de la Caroline
Le 5 mars 2020, Chris Smith signe un contrat d'un an avec les Panthers de la Caroline. Il est libéré le 30 juillet 2020.

### Raiders de Las Vegas
Chris Smith fait un essai avec les Raiders de Las Vegas le 23 août 2020 et signe avec l'équipe le lendemain. Il est libéré le 5 septembre 2020 et signe avec l'équipe d'entraînement des Raiders le lendemain,. Il est mis dans la liste active les 10 octobre, 31 octobre, 7 novembre, 21 novembre et 28 novembre pour les semaines 5, 8, 9, 11 et 12 matchs de l'équipe contre les Chiefs de Kansas City, les Browns de Cleveland et les Chargers de Los Angeles, les Chiefs et les Falcons d'Atlanta, et revient dans l'équipe d'entraînement après chaque match,,,,. Il rejoint la liste active le 12 décembre 2020.

### Ravens de Baltimore
Le 27 juillet 2021, Chris Smith signe un contrat d'un an avec les Ravens de Baltimore. Il est libéré le 31 août 2021 et signe avec l'équipe d'entraînement des Ravens le lendemain,. Il est libéré le 19 octobre 2021.

### Texans de Houston
Le 3 novembre 2021, Chris Smith est signé dans l'équipe d'entraînement des Texans de Houston. Il est promu sur la liste active le 23 décembre 2021.

### Seadragons de Seattle
Smith signe avec les Seattle Sea Dragons de la XFL le 9 mars 2023.

## Vie privée
Le 11 septembre 2019, Petara Cordero, la petite amie de Chris Smith et la mère de l'un de ses enfants, est tuée après avoir été heurtée par une voiture qui passait après être sortie de la voiture de Smith, qui s'était retrouvée en panne après avoir heurté un terre-plein,

## Mort
Chris Smith meurt le 17 avril 2023, à l'âge de 31 ans. La cause est encore inconnue.